# 史蒂夫·乔布斯
史蒂芬·保罗·乔布斯（英語：Steven Paul Jobs，1955年2月24日—2011年10月5日），通称史蒂夫·乔布斯（英語：Steve Jobs），美國發明家、企业家、，蘋果公司联合创始人之一，曾任董事長、行政總裁职位，NeXT创办人及首席执行官，也是彼思動畫創辦人并曾任行政總裁，2006年为华特迪士尼公司董事会成员。2017年9月12日蘋果發佈會永遠舉行的地方，以他命名為史蒂夫·賈伯斯劇院。
大學期間，賈伯斯專注於課外的藝術與禪學，他因故休學後，在1970年代末個人電腦的熱潮中創業，與蘋果公司另一始創人史蒂夫·沃茲尼克及首任投資者迈克·马库拉協同其他人設計、開發及銷售Apple II系列。在1980年代初，賈伯斯是最早看到全錄帕洛奧圖中心（Xerox PARC）的滑鼠驅動圖形用戶介面的商業潛力的人，并将其应用于Apple Lisa及一年後的麦金塔电脑，蘋果引入這項技術後大大加強了電腦的易用性和普及。1985年，在董事會的鬥爭失勢後，喬布斯離開蘋果公司及成立了NeXT公司(一間電腦平台開發公司，專門從事高等教育及商業市場)在1986年，他收購了卢卡斯影业的電腦繪圖部門，成立了皮克斯（Pixar）。他被譽為《玩具总动员》（1995年）的執行製片人。他一直担任彼思動畫的行政總裁並持有50.1%的股份，直到公司在2006年被華特迪士尼公司收購，此项收购使賈伯斯成為迪士尼公司最大個人股東（有7.4%股份）及董事會成員。
在1996年，蘋果公司董事会决议買下NeXT公司，把賈伯斯帶回他参与創立，却正在垂死边缘的蘋果公司擔任臨時CEO。他在2000年起成為正式CEO，領導苹果開創了輝煌的iPod、iPhone、iPad时代。
從2003年10月起，喬布斯與胰腺神經內分泌腫瘤奮戰了8年，最終於2011年8月辭任行政總裁一職，在他第3次病假期间，喬布斯當選為蘋果公司的董事長。在他生活的年代裡，喬布斯被認為是電腦業界與娛樂業界的標誌性人物，同時人們也把他視作mac、iPod、iPhone、iPad等知名數碼產品的締造者。他亦曾七次登上《時代雜誌》封面，被認為是当时全球最為成功的商人之一。2007年，賈伯斯被《財富》雜誌評為了年度最强有力商人。喬布斯的生涯極大地影響了硅谷風險創業的傳奇，他將美學至上的設計理念在世界上推廣開。他對簡約及便利設計推崇為他贏得了許多忠實追隨者。
2022年7月1日，美國白宮追贈總統自由勳章。表揚他的遠見、想像力和創造力帶來的發明已經並將繼續改變世界的交流方式，並改變了電腦、音樂、電影和無線行業。

## 生平
賈伯斯的生父阿卜杜法塔赫·詹达利(Abdulfattah Jandali) 是一名出生於敘利亞的移民，信仰伊斯蘭教，母親是家庭主婦。祖父是白手起家的富翁。阿卜杜法塔赫·詹达利在黎巴嫩念貝魯特美國大學，然後到美國威斯康辛大學攻讀國際政治博士學位。他在一門課裏當助教時遇見了賈伯斯的生母喬安那·西貝爾（Joanne Carole Schieble）。喬安那出生於威斯康辛州的農場，家裡信奉天主教。阿卜杜法塔赫·詹达利想娶喬安那·西貝爾，然而阿卜杜法塔赫·詹达利是穆斯林，喬安那的父親堅決反對這門婚事。未能成婚的喬安那最終只能前往加州舊金山生下了賈伯斯，透過一位接生醫生安排交給喬布斯後來的養父保羅·喬布斯（Paul Jobs）及養母克拉拉·哈戈匹安（Clara Hagopian）撫養長大。

### 早年

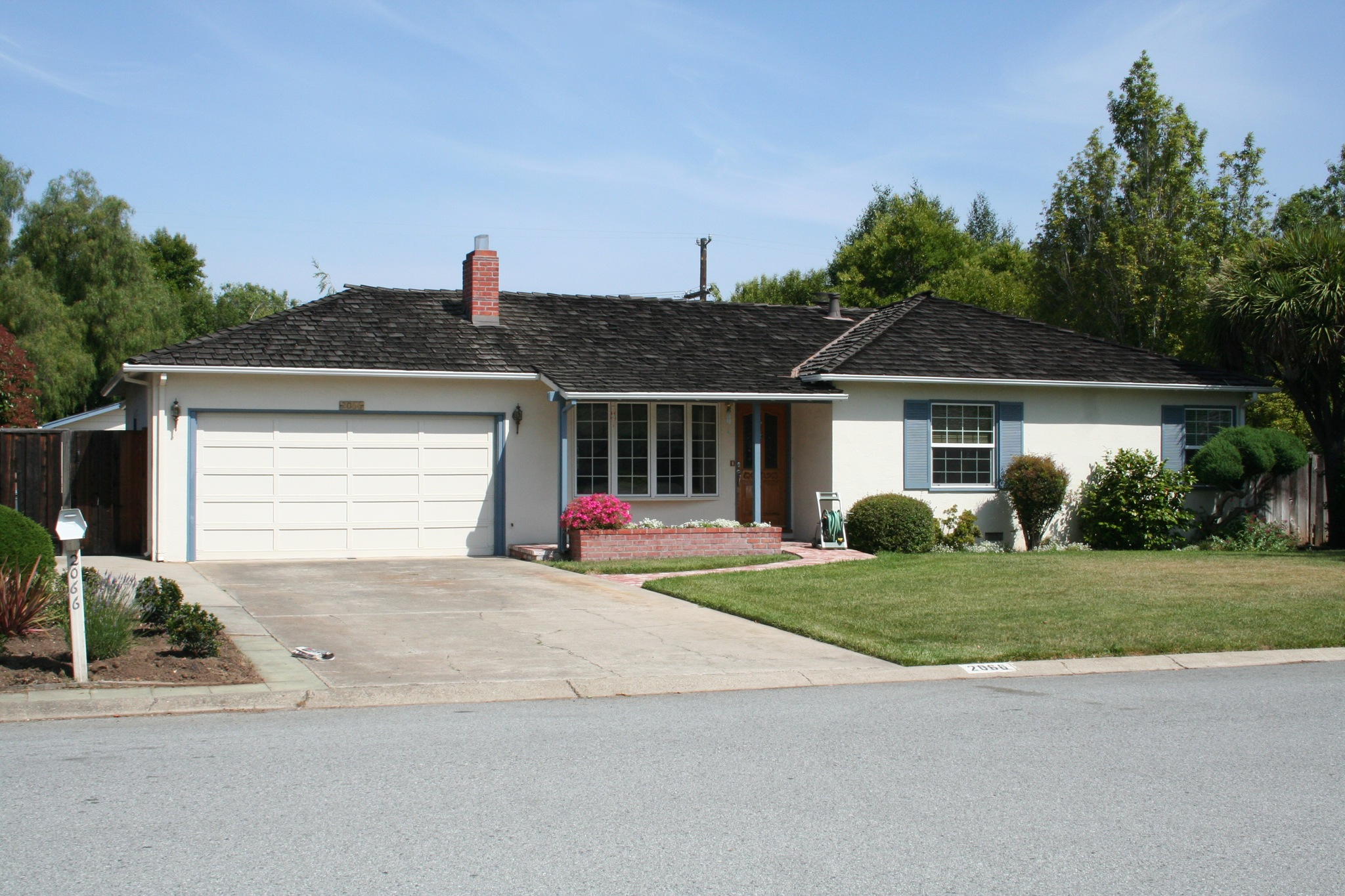
早年，史蒂夫·喬布斯在加利福尼亞州布洛斯阿圖斯的家

电子和电脑产业萌芽的时代，乔布斯的養父最初是一名从事改装并销售二手汽车的商人，并在乔布斯生活中经常给予他接触机械设备的机会，其后他认为自己受到家庭的影响而喜爱精密的设备。乔布斯在早年曾经是一名智商高但不擅长学习的学生，后被其老师发掘才能而得到身边人的认同。他在曲折的学校生涯逐渐接触到电子设备如无线电设备的安装制作。:第一章:童年 学校
在高中时期，乔布斯透过朋友比尔·费尔南德斯认识了后来的Apple I的创作者斯蒂夫·沃兹尼亚克。二人在这段时期一起听音乐和制作电子仪器，其中最著名的是被称作蓝盒子的盗打电话装置。二人销售此设备從而赚到了一笔钱。:第一章:奇特的一对
乔布斯在加利福尼亞州的宅基高中畢業後，没有选择学费相对便宜的州立大学和就在自己家旁边的斯坦福大学，转而选择了当时充满嬉皮士精神和自由精神的里德学院。里德學院位於俄勒岡州波特蘭市，是全美学费最贵的私立學院之一。在校期間，除了日常学习，乔布斯研究佛教禅宗、节食以及各种同龄人的荒唐事。有着同样爱好（佛教禅宗）的罗伯特·弗里德兰成了他的精神导师，后来乔布斯的一些行为也是从他那里学来的。当乔布斯“发现此人的本质”后便离开了他。乔布斯厌倦了大学的主修课程，认为昂貴的大学學費耗費了父母的大量金钱却学不到有用的東西，于是决定休学。尽管已经休学，里德學院允许喬布斯旁聽書法美術設計課等課程，并住在学校宿舍。學習書法美術課使喬布斯日後對电脑软件字形美學處理特別重視。:第三章：出离
1974年，结束了18个月的校园生涯后，乔布斯到雅達利公司工作，任技术员。之后他遠赴印度，艱苦旅行了七個月，尋找精神導師。1975年，喬布斯再次回到雅达利公司工作，找到沃茲尼克开发“打砖块”游戏。:第四章

### 創業
随着技术的发展，电脑由政府操纵社会的象征变成了反主流文化的工具之一。1975年的阿尔泰（Altair）电脑及围绕此电脑成立的“自組计算机俱乐部”（The Homebrew Computer Club）极大推动了个人电脑的发展。参与其中的斯蒂夫·沃兹尼亚克在活动中受到感染，决定开发自己的电脑。
乔布斯说服了他，让沃兹尼亚克發明的電腦成为商品。1976年，21歲的乔布斯在自家的車房裡與26歲的沃兹尼亚克成立了蘋果公司:第五章。他們製造了世界最早商业化的個人電腦，並稱為Apple I。:第五章
乔布斯将Apple I 批发给当地的电脑連鎖经销商，获得了初步的成功。但那個時代個人電腦製造廠商如雨後春筍的出現，面对IMSAI 8080、SOL-20等竞争对手，Apple I显得相当的简陋。乔布斯找到了更多资金和设计人员，與沃兹尼亚克一同开发更为正式的产品Apple II。这时乔布斯找到了迈克·马库拉作为合伙人管理公司，并给予其1/3股份。:第六章
為了把Apple III作为Apple II的后续机型，乔布斯曾寄厚望于Apple III，但Apple III的失败使得他决定将精力转移到新的机型Lisa上。1979年，在这台以他女儿名字命名的机器设计之初，乔布斯参观施乐帕羅奧多研究中心，接触了自然編程與網路的最新研究，他雖然沒能發現前兩者在未來的重要性，但他卻注意到了1973年少量製造的實驗性電腦alto，其搭載的圖形用戶界面使他大為驚嘆，回到蘋果後立刻組織了工程師啟動研發工作。在施乐对此项实验技术并不感兴趣的时候，乔布斯决定将此技术应用于Lisa。但其与马库拉的冲突导致马库拉将Lisa项目交予另一人管理，乔布斯被解除了研发部的副总裁职务，只担任董事会的非执行董事长。:第八章 施乐与丽萨
失意的乔布斯另起炉灶，重新组建团队设计新产品。在这个名为麥金塔（Macintosh）的项目中，乔布斯先是获得了团队的控制权，再透过挖角等手段组织起新团队。他带领团体将施乐学习得来的技术应用到系统之上，并亲自参与机器的外观设计等工作。:第十至第十二章

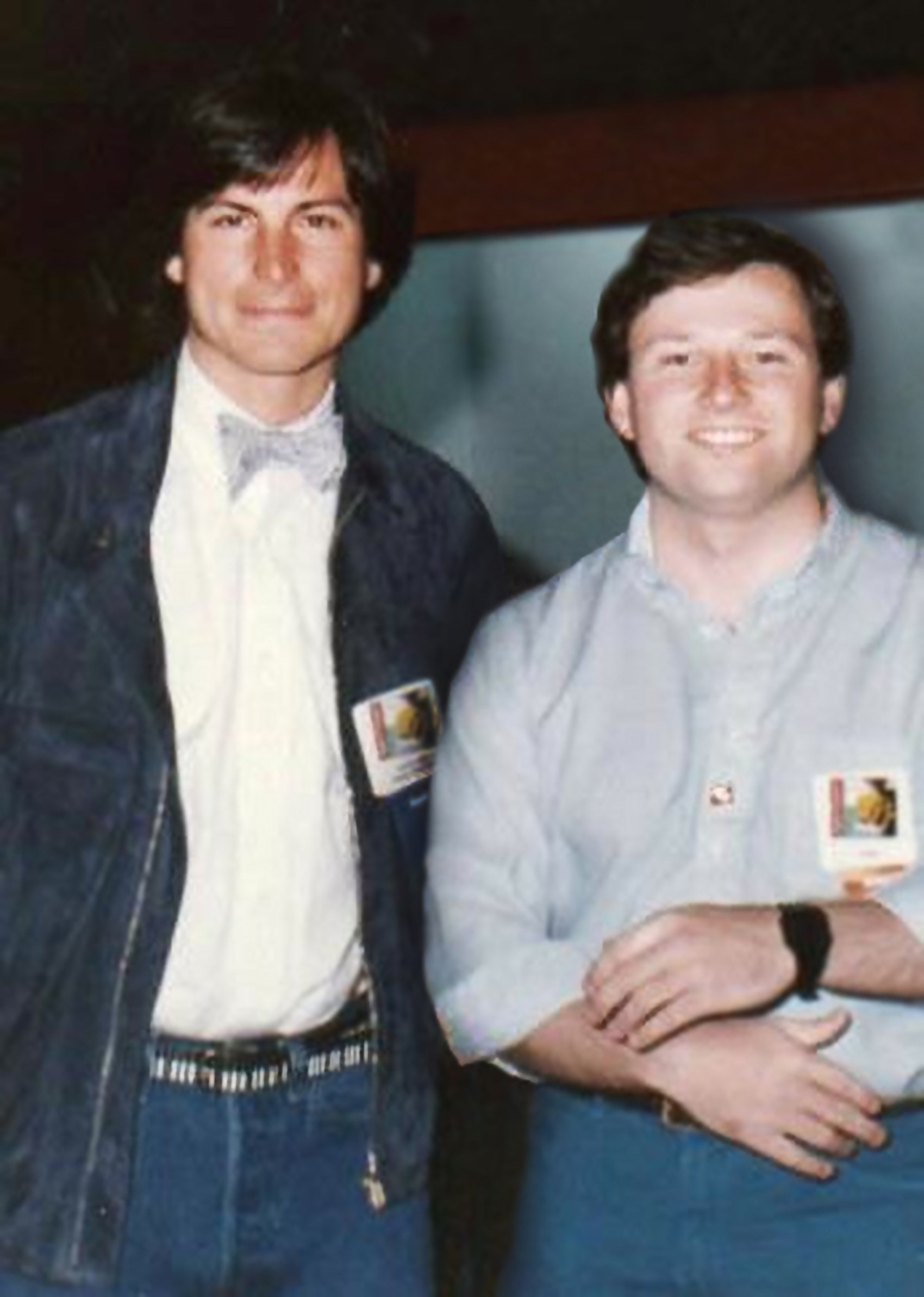
1984年1月，史蒂夫·喬布斯與溫德爾·布朗为蘋果電腦(Macintosh)推出Hippo-C軟件

随着苹果的业务壮大，以及马库拉辞任執行長一职，苹果公司需要新的執行長。马库拉和乔布斯找到了当时任职百事可樂公司的約翰·史考利。经过多次磋商，乔布斯對他說：「你是想賣一輩子糖水呢，還是改變整個世界？」史考力隨後欣然前往蘋果公司，出任執行長。1984年，首台麥金塔電腦推出，蘋果公司打出電視廣告《1984》，廣告模仿乔治·奥威尔的著作《一九八四》，引起很大回響。麥金塔早期的热卖也使乔布斯成为了Lisa和麦金塔团队（被乔布斯合并）的主管，在公司的影响力大增。:第十五章
但是随着1984年底麦金塔销量的下滑，以及麦金塔开发团队部分成员及沃兹尼亚克的离去，乔布斯被公司员工甚至董事会认定为公司发展的障碍。包括马库拉在内的董事会成员要求史考利调动乔布斯，乔布斯曾试图与史考利角力，却最终被公司大部分员工抛弃。史考利任命他为“全球架构师”，乔布斯制定了除掉史考利并接管苹果的计划，但計劃卻最終敗露。1985年9月17日，喬布斯決定辞去董事长职务，卖掉绝大部分的股份，另起炉灶成立了以生产工作站为主业的NeXT公司，同時有5名蘋果公司高級員工跟隨喬布斯前往NeXT:第十七章。

### NeXT及动画公司时期
NeXT電腦公司的主要产品是NeXT電腦及基于Unix的NeXTSTEP作業系統。1985年年底，乔布斯曾对公司员工称产品应该定在18个月内推出。一年后，产品推出时间遥遥无期，面对现金周转不灵的问题，他开始寻找风投。最后，他得到亿万富豪罗斯·佩罗的关注，罗斯·佩罗为公司注资之余还协助其推广产品。1988年10月，NeXT電腦发布，并于次年正式销售，原计划每月销售10000台，最终却只達到400台/月的实际销量。:第十八章
另一方面，1986年乔布斯花費1000萬美元（70%的股份）從喬治·盧卡斯手中收購了盧卡斯旗下位於加利福尼亞州Emeryville的電腦動畫效果工作室，成立獨立公司彼思動畫製作室。該公司最初曾以銷售製作動畫的電腦及製作動畫的軟件獲利，並曾銷售設備給迪士尼。喬布斯入主公司後，除了運作軟硬件銷售的主業更提攜製作3D動畫作品的人才，使動畫製作逐漸成為公司的主業。喬布斯即使在公司開支整體削減的情況下，仍願意私自掏錢支持動畫製作部門。在軟硬件銷售陷入困境之際，約翰·拉薩特製作的動畫片《小錫兵》獲得了1988年奧斯卡動畫短片獎，提振了公司的名聲。迪士尼最初曾打算挖角拉薩特，但感謝喬布斯支持的拉薩特決意留下，迪士尼於是與皮克斯簽訂3D動畫製作協議。在之後十年，該公司成為了眾所周知的三維（3D）電腦動畫公司，並在1995年推出全球首部全三維（3D）立體长篇動畫電影《玩具總動員》。:第十九章

### 回歸蘋果

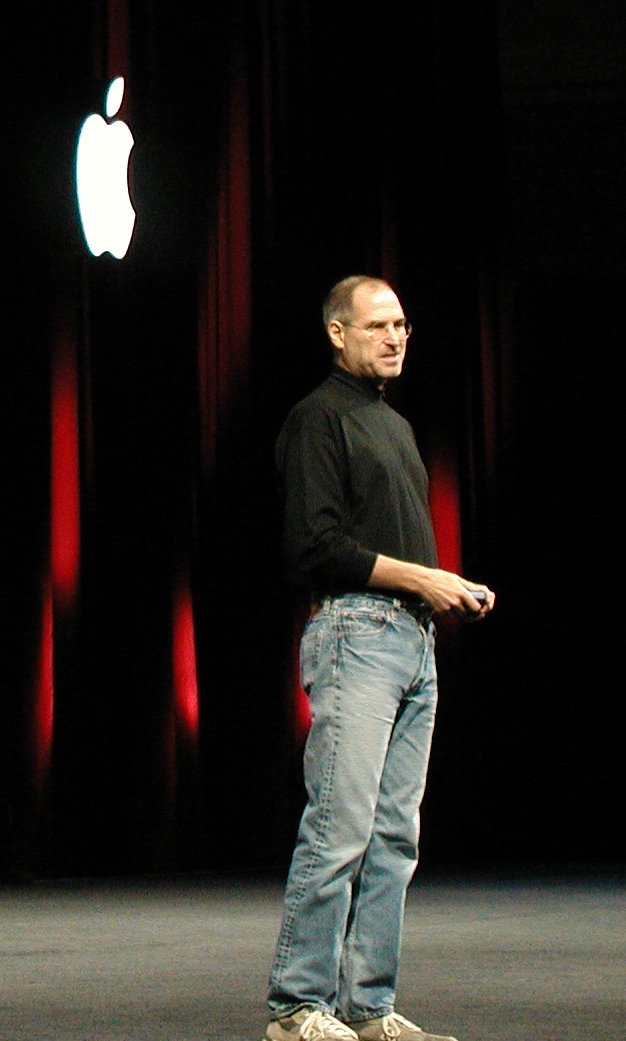
2005年1月11日，史蒂夫·賈伯斯在旧金山Macworld Conference & Expo的讲台上

乔布斯离开苹果电脑公司后，公司的开发主管一职落入让-路易·加西手上，他之前是苹果公司的法国分公司主管。加西将苹果的产品线推向两个方向，即更“开放”和更高价，他认为不应该销售低端低利润的苹果产品。加西的政策致使苹果产品的售价越来越高，公司曾有一个叫“Drama”的低端项目，最终也被加西叫停。1990年，随着苹果的销售下滑，加西的政策开始引起广泛争议并最终将其拉下马，迈克尔·斯平德勒继任。之后，約翰·史考力于1993年辞去CEO职位，斯平德勒接任。他在任期间大力推广低端电脑如Macintosh Classic、Macintosh IIsi、Macintosh LC。以及执行继续生产Apple Newton及开发Copland操作系统的政策，他亦曾参与苹果与IBM、SUN、飛利浦的并购谈判。1996年，吉爾·阿梅利奧接任其职位。:第二十二章
另一方面，NeXT由于硬件销售不畅，在1993年中止了硬體業務，轉為專注於与Sun的OPENSTEP的軟件市場開發上，与公司最初的发展计划相去甚远。:第二十二章
1996年蘋果電腦公司的经营管理陷入困局，市场佔有率由鼎盛时的16%跌到4%。业务的衰退、市场佔有率的丢失，使得各界开始期盼有能者管理苹果公司。由于Copland的开发计划陷入僵局，阿梅里奥急需与外间公司合作以开发一套替代系统，让-路易·加西的BeOS和乔布斯的NeXTSTEP成了选择对象。
经过乔布斯的公关手段，苹果最终决定以收购NeXT的方法获取了他们公司OPENSTEP操作系统及开发人员，并最终导致其公司老板乔布斯回归苹果并于1997年取代阿梅里奥。乔布斯回归后大幅度改革公司管理，停止其认为不合理的产品研发生产。在其主导下，微软和苹果结束了多年的专利纷争，微软向苹果注资1.5亿美元以换取苹果的无投票权股份，这为当时上一财年亏损10亿美元，“还有90天就破产”（乔布斯自称）的苹果带来重要支持。:第二十三章
回归苹果的iCEO（临时首席执行官）乔布斯，除了整顿公司内务外，更试图重建一个全新的苹果公司。他一方面与过去合作过的Chiat/Day广告公司合作推出“不同凡想”（Think different）广告（Chiat/Day正是以前制作过“1984”广告的公司），更重用曾打算离开的设计部门主管強尼·艾夫，提升公司对外观设计的重视度。苹果开始研发新产品iMac，以及后来的OS X操作系统。:第二十四章
1997年，苹果推出iMac，創新的外殼彩色與透明設計在美國和日本大賣，使蘋果電腦度過財政危機。苹果在之後推出深受大眾歡迎的Mac OS X操作系统，乔布斯也从临时CEO转为正式CEO。:第二十六章

### 皮克斯与迪士尼
1990年代中期，迪士尼自身的动画制作模式开始与时代脱节，而其与皮克斯動畫工作室的合作则获得极大的成功。由迈克尔·艾斯纳主导的迪士尼与皮克斯的矛盾，于2000年后爆发出来。2002年，艾斯纳公开批评苹果的软件损害创作者利益，他与乔布斯的分歧公开化，又迫使与乔布斯关系良好的洛伊·愛德華·迪士尼离开董事会。艾斯纳强调迪士尼拥有与皮克斯合作制作的动画片的版权。2005年，在董事会的推导下，鲍勃·艾格接任艾斯纳的职位，并与乔布斯修好。最终双方达成共识，迪士尼以换股形式收购皮克斯，乔布斯以7.4%的股份成为迪士尼的大股东，卡特穆尔成为迪士尼动画的董事长，拉薩特出任首席创意官。:第三十二章

### 数位中枢理念
2000年科網泡沫破裂后，很多专家认为PC将会走向衰落，苹果的Power Mac G4 Cube也在当年惨遭滑铁卢。乔布斯提出要将PC设计成“数位中枢”以接驳其它电子产品，并坚持强化外观设计。他一方面聘用提姆·庫克为运营主管，加强公司营运，缩短产品流转周期；另一方面尝试在店铺租金昂贵的地段开设专卖店并大获成功。:第三十二章
在“数位中枢”的理念推动下，一款音乐播放软件的开发团队被苹果招募并开发出后来的iTunes，苹果的乔纳森·鲁比·鲁宾斯坦和托尼·法德尔也开发了时尚的iPod便携播放器，这成为了苹果的音乐播放器解决方案。苹果利用iTunes Store在线销售音乐并传输到iPod或iMac上的模式，一方面击败了以往唱片公司的音乐订阅模式，另一方面又为音乐制作人带来了一条可以与盗版音乐网站抗衡的正版销售道路，并推动其硬件产品的销售，实际上产生出一套“音乐人-唱片公司-苹果”的产业链。:第三十章
在桌上机方面，除了不断推出强调外观设计的产品外，由于摩托罗拉逐渐减少对PowerPC架构CPU的支持，经过多年的磨合，苹果终于在2005年摒弃过往的架构使用英特尔的CPU和GPU。:第三十三章
2005年，iPod销量达到2000万台，在公司营销中占据重要地位。但乔布斯等人开始意识到，手机正在蚕食包括数码相机的市场份额，同样地也有可能会蚕食iPod的市场份额。然而危機也是轉機，苹果公司开始研究可以打电话的iPod。最初他们以iPod的转轮设计为基础，但后来公司的平板触摸电脑项目启发了乔布斯，乔布斯决心将这个项目的技术应用在手机上。经过与康宁公司的合作，苹果设计出以金刚玻璃为面板的多点触摸平板手机。
2007年6月29日，这款名为iPhone的手机正式面世，使用iPhone OS，此系统后更名为iOS。:第三十五章
iPhone的另一劃时代意义在于，它及后来的iPad开始使用App Store“应用商店”，一个专为硬件设计的软件销售网站。在當時軟件還很多是透過光碟等實體媒介銷售，要到街上購買再回家用光碟讀取機安裝，而在线销售软件可以追溯到Steam，但真正大规模应用的是从苹果公司开始。应用销售既方便了开发者和用户，又为苹果公司带来了硬件销售以外的分成收益。应用开发者甚至因此而壮大，在不需要庞大投入（例如壓片、實體銷售店面）的前提下，數位个人开发者就能制造出一款收益達上百万的應用程式。:第三十七章

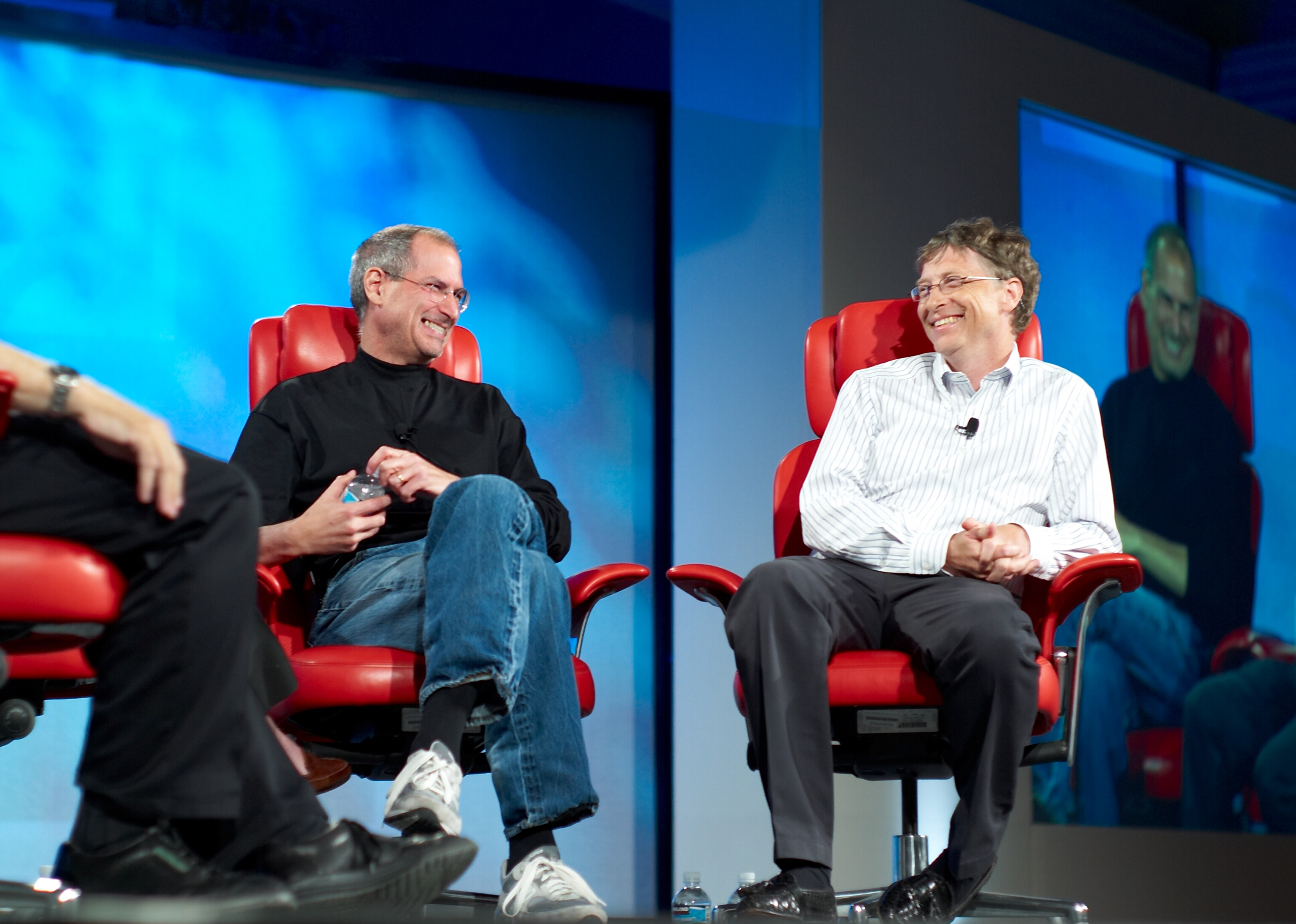
2007年5月，史蒂夫·喬布斯和比尔·盖茨 在第五次 D: All Things Digital 會議 (D5)

2007年，乔布斯在公司会议上听取了埃维的意见，停止开发小筆電转而开发平板电脑，其设计来源是公司在2004年注册的一项专利。在实际开发过程中，乔布斯被员工说服放弃使用Intel Atom处理器，改用跟iPhone一样的ARM架構处理器并为此收购了一家設計ARM架构CPU的公司（另一说法是苹果和英特尔就价格谈判上未有达成一致）。2010年1月27日，乔布斯於發表會上正式公布了首款使用iOS系統的iPad平板電腦，產品發布初期，美國各大媒體紛紛表達失望之意，各種可能的缺點進行批評，例如儲存空間、尺寸太大、平板專用的APP不足、續航力令人質疑、無相機功能、不支援多工、產品定位模糊等等，如偉創力的總裁勃克Sean Burke表示：「iPad很像大一點的iPod，不夠令人驚喜。」但这些反对声音在iPad正式发售后渐渐消失，iPad获得了大量的赞誉。
2011年3月2日，尽管处于休假状态，乔布斯仍然不負眾望出席了iPad 2產品發表會，並推出iOS 4.3。
在他的任职后期，乔布斯面对其竞争对手Google（试图建立与苹果类似但完全开放的手机平台安卓）和Adobe（其跨平台架构Flash与苹果的应用商店有一定程度上的冲突），采取各种手段试图将其封杀，并在应用商店的审核方面建立更加严格甚至受到用户诟病的审查机制。:第三十八章
在其辞职之前，2011年6月7日身患重病的乔布斯还为库比蒂诺的苹果新总部建设可行性接受市议会的咨询，这也是他最后一次在公开媒体上主动露面。
2011年8月24日，乔布斯辭去蘋果公司執行長職位，董事會任命原營運長提姆·庫克為公司的新任執行長，乔布斯當選為董事長。

### 健康问题及辞世
乔布斯在1997年以后开始出现健康问题。他患上了肾结石等疾病，这间接让他发现了自己的癌症。2003年10月，在一次例行的肾脏和输尿管检查中，医生无意中在结果上发现了他的胰脏肿瘤，由此确诊胰腺癌。经检查，医院认为他得的是胰岛细胞或胰腺神经内分泌肿瘤，并建议他进行手术。但乔布斯拒绝手术，并接受了9个月的替代疗法，希望阻止癌症发展，但因为没有得到预想的效果，所以才在2004年9月开始接受手术。手术后，检查发现癌细胞转移至肝脏。:第三十四章哈佛研究员Ramzi Amri认为乔布斯如果没有拖9个月，而是及时手术，他应该能活得更久。但另一位医学教授David Gorski认为那9个月的替代疗法对乔布斯的寿命影响很小。Memorial Sloan Kettering Cancer Center癌症中心的主任Barrie R. Cassileth认为乔布斯对替代疗法的信念使他付出了生命的代价。《乔布斯传》的作者Walter Isaacson说乔布斯后来为自己没有及时进行手术而后悔。
他尝试的替代疗法有素食、针灸、草药治疗、果汁排毒、清空肠道等，还求助过通灵师。

在2005年的斯坦福大学演讲中，他对公众提到自己的癌症。
2008年，乔布斯被确诊为癌细胞扩散。他一方面对外宣称自己“荷尔蒙失调”，一方面尝试各种治疗癌症的方法。缺席多次重要的公司展会后，乔布斯于2009年1月决定休假。在医生的劝说下，他决定尝试肝脏移植手术。利用排位机制他获得了一个车祸死者的肝脏。肝脏手术发现乔布斯的肝腹膜有斑点及癌症可能已经转移，手术后他更是感染了肺炎，一度处于死亡边缘。后经休养后恢复并回到苹果公司工作。:第三十六章
2010年11月初，乔布斯的身体状况开始再次变差。在医生确诊其癌症再度恶化后，2011年1月他再度休假，由提姆·庫克负责公司日常管理。到了7月，他的癌症已经扩散到全身。:第四十章乔布斯在他生命的最后几周内，已经虚弱得不能自行上楼梯，尽管这样，他仍然与风险基金经理人杜尔（John Doerr）、苹果公司董事康柏（Bill Campbell）和迪士尼公司执行长伊戈（Robert Iger）等告别，与苹果公司的人商讨iPhone 4S发布会意见，与获得其授权的传记作者艾萨克森（Walter Isaacson）对话，与好友奥尔尼希（Dean Ornish）医生到日本料理店吃寿司。

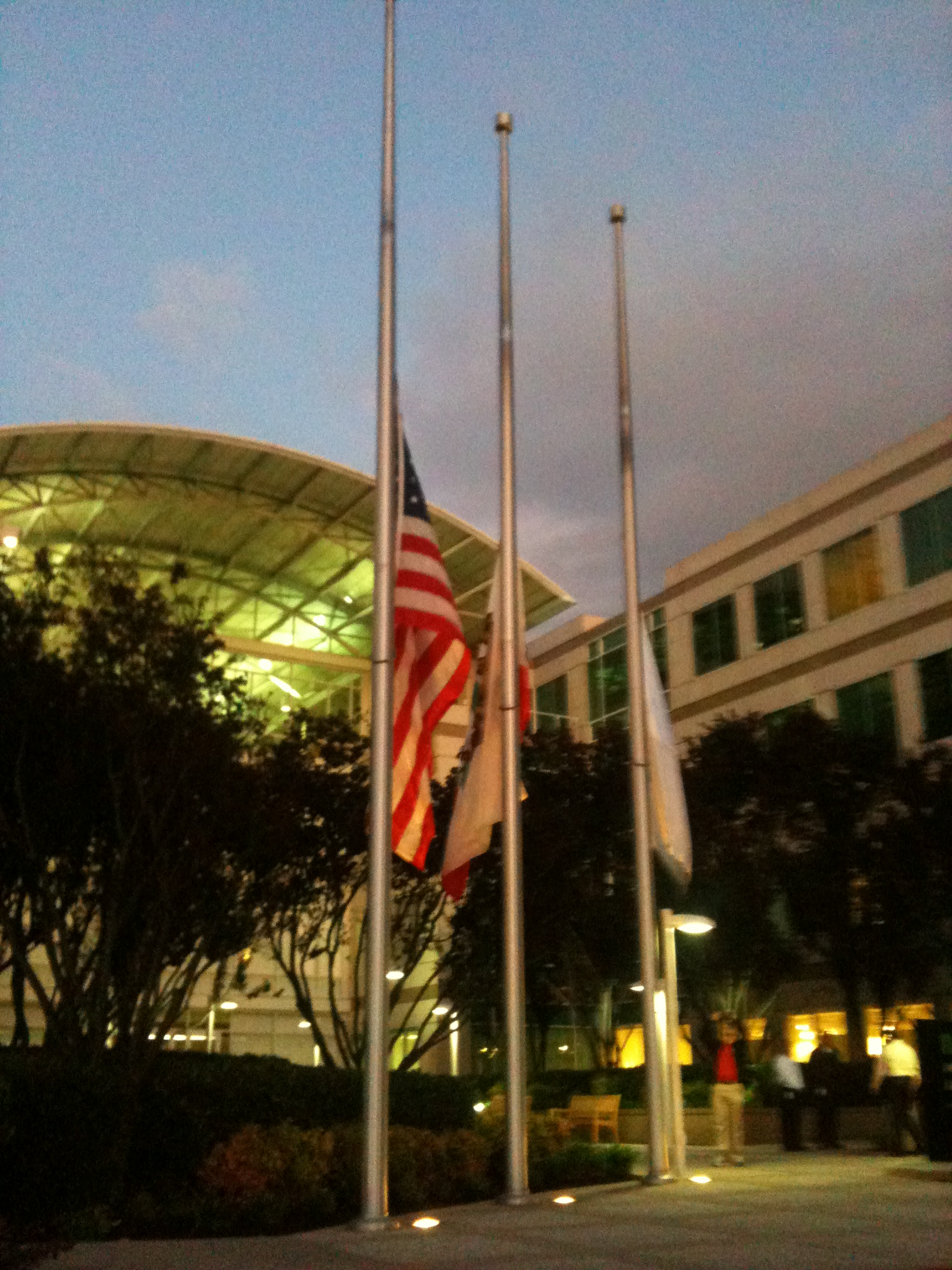
在史蒂夫·喬布斯逝世當晚，位於庫比蒂諾的蘋果公司總部下半旗致哀

2011年10月4日，執行長提姆·庫克第一次主持產品發表會，推出iPhone 4S。在2011年10月5日下午3時左右，喬布斯於美国加州的寓所逝世。他的死亡證副本顯示呼吸驟停是他的直接致死原因，而轉移性胰腺神經內分泌腫瘤則是死亡的根本原因。享年56歲。賈伯斯的家人發佈聲明，說賈伯斯“在家人的陪伴下平靜地離去”。隨後，蘋果公司也發佈了相關聲明。

乔布斯去世后，蘋果公司更改網站首頁，顯示的是乔布斯的大幅黑白照片及他的生卒年份。圖片連結至一份簡短的訃聞——
|  |  |  |

內容即為10月5日的蘋果公司官方聲明，一同發佈的還有一個電子郵箱，以供各界人士分享回憶與哀悼等內容。
當天，Google則在首頁搜尋欄下掛上了“Steve Jobs, 1955 - 2011”的链接，使用者若點擊“Steve Jobs”的互聯網链接，畫面將轉至蘋果公司更改的網站首頁。這也是Google首次以這種方式紀念一位逝去的人物。
乔布斯的追思會於10月16日傍晚在斯坦福大学举行，但只是私人性質，而沒有對外開放。美国《纽约时报》於10月30日刊登了乔布斯的妹妹莫纳·辛普森（Mona Simpson）在10月16日乔布斯葬礼上的悼词，分享一些从史蒂夫的生活、疾病以至临终时所学到的东西。
乔布斯的财产包括房产、股票等已在生前交由信托公司管理。

2012年10月5日继史蒂夫·乔布斯去世一周年后，苹果在其各种语言版本的官方网站上放置了留念视频，视频里面回顾了乔布斯在苹果发布的各种经典产品和经典语录，视频播放完后出现了由苹果现任CEO提姆·库克写的缅怀语：
|             | 对于我们所有人来说，乔布斯在去年这个时候的离去都是非常伤心和困难的时刻。我希望今天的所有人都能反思他非凡的一生，以及他一直为打造一个更美好的世界所做的一切。 苹果是史蒂夫带给这个世界最伟大的礼物之一，没有任何其它公司带来了这样的创新，或者是给自己设置了如此高的标准。我们的价值源于乔布斯，他的精神将是苹果永远的基础。我们有权力和责任将他的遗产带向未来。 我为我们目前所做的一切感到非常骄傲和自豪，我们推出了用户喜欢的产品，并致力于设想能在未来打造出取悦用户的新产品。这是献给乔布斯以及他所代表的一切的最好礼物。 |
| ——提姆·库克 | |

## 争议事件

### 政府调查记录
1991年，美国政府希望让他担任出口委员会顾问，并对其进行了背景调查，目前这些文件公开于世，乔布斯的一些污点也被公布。如在第55页，一位受访者称乔布斯的“品德有问题”（his moral character is suspect），并且自己“已经不再和乔布斯是朋友”。因为当时乔布斯并没有按约给他提供苹果的股权，而这可能会让他十分富有。同时他还指出乔布斯为了达成自己的目的疏远了许多人，以及他有私生女这个事实。但他仍然认为乔布斯适合在政府中任职。

### 與Adobe的決裂
1999年，苹果正式将IEEE 1394 火線技术应用于苹果电脑之上。为此，乔布斯打算找一个开发商制作更适合火线的视频编辑软件。他与苹果的多年合作伙伴Adobe商讨针对苹果的特殊版本开发，却遭到拒绝。10年后，乔布斯据称因为此事决定拒絕讓Adobe的Flash（2006年 Adobe从Macromedia合併时购入）播放軟體用在iPad上，也因此與Adobe決裂。:第二十九章

### 股票選擇權倒填
喬布斯於2006年、2007年間陷入股票選擇權倒填日期以圖獲利的汙點，喬布斯宣稱蘋果電腦董事會曾開會給予他股票選擇權，但事後查閱會議記錄，該會議從不曾存在。喬布斯極力說明此為無心之過，但蘋果財務長傅瑞德（Fred Anderson）則表示乔布斯對選擇權倒填從頭至尾知情。

## 家庭

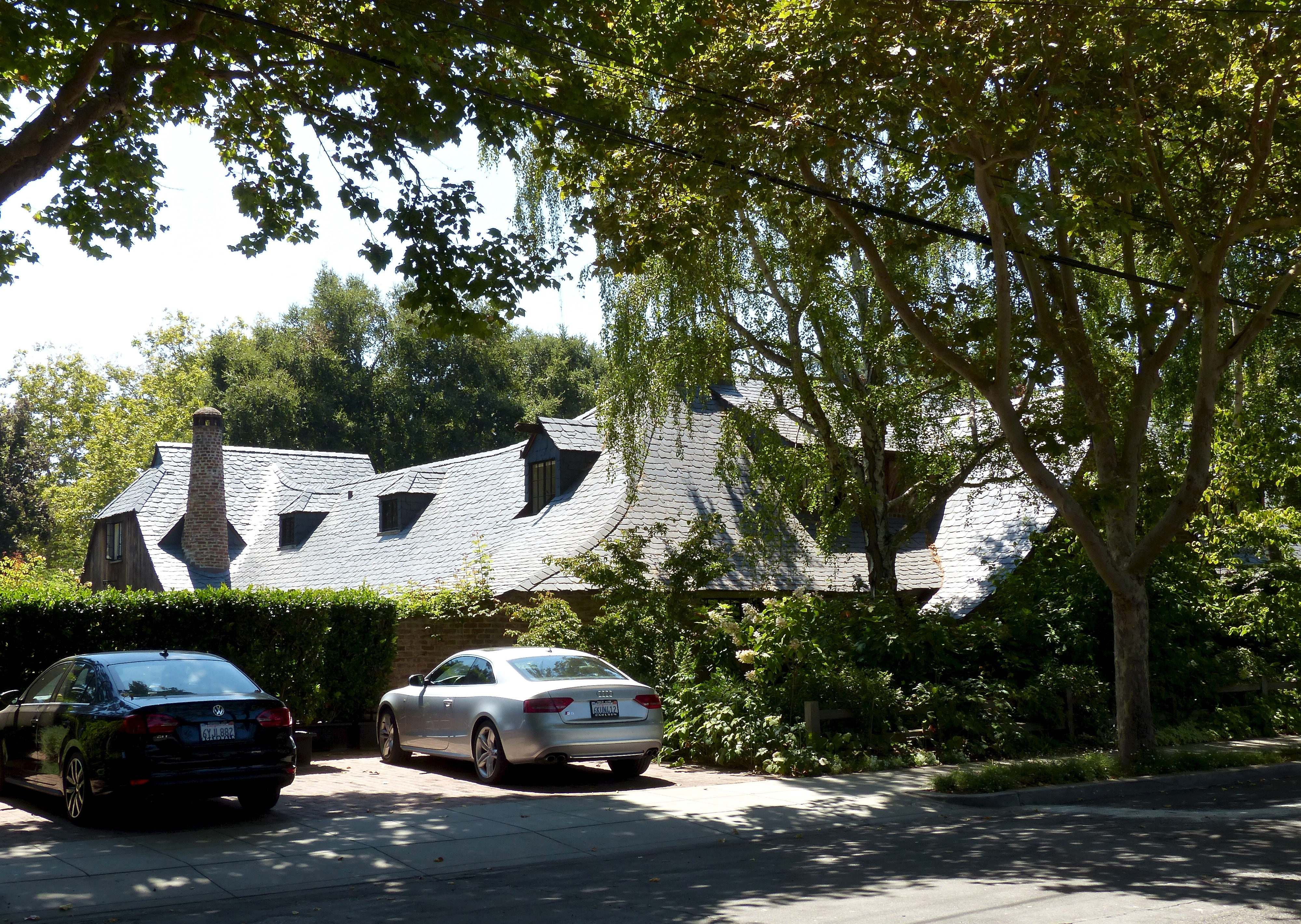
史蒂夫·喬布斯在帕羅奧圖的房子

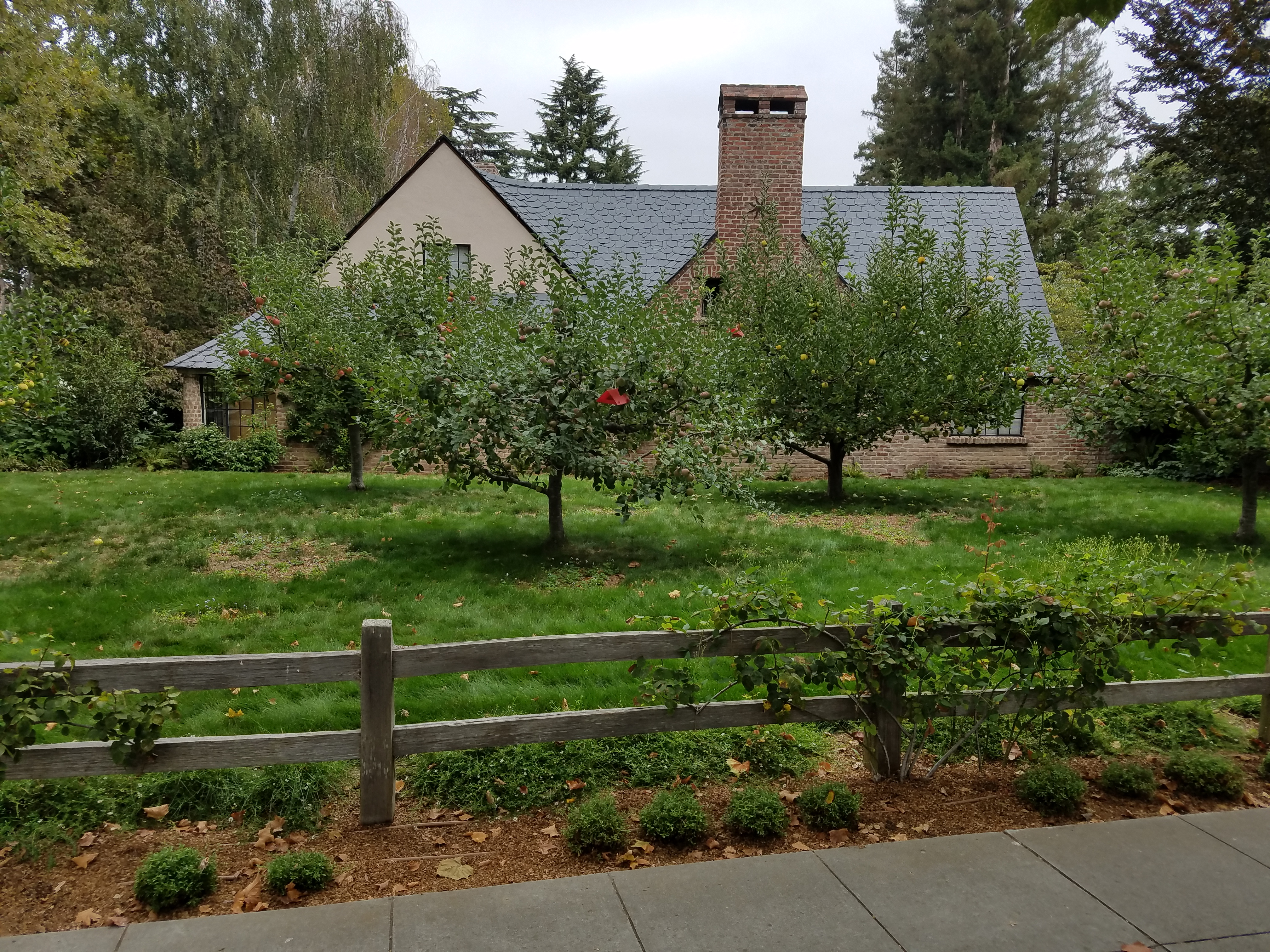
史蒂夫·喬布斯房子，從行人道上看：豐富的果樹在房子旁邊可見

喬布斯是來自敘利亞阿拉伯人移民至美國的阿卜杜拉法塔赫·约翰·钱德里（Abdulfattah "John" Jandali）與德國裔美國人前妻乔安妮·席贝尔所生的長子，當年他們二人仍在威斯康辛大学就读，女友乔安妮未婚懷孕，但二人的婚姻因錢德理來自敘利亞而遭女方父親反對。在乔安妮父亲去世后，二人才结婚并生有一女莫娜·辛普森，莫娜后来成为了作家，在1996年出版的图书《好人》（A Regular Guy）中将史蒂夫作为其主人公的原型。
由于未能结婚，二人在乔布斯出生前就打算将其交给别人收养。最初他们有一个原则是收养者必须具有大学學歷，于是他们找了个律师家庭。但这个律师家庭希望收养的是个女孩，而乔安妮生的是男孩，所以对方拒绝了收养计划。正当二人彷徨时，保罗·乔布斯打来电话说希望收养他们的孩子。犹豫很長一段時間後，他们同意把自己的儿子交给这个蓝领家庭，条件是对方承诺会把儿子送入大学读书，后来其养父母也实践了这个承诺（尽管乔布斯自己退学了）。
钱德里最终还是与乔安妮离婚。乔安妮改嫁姓辛普森的丈夫，莫娜改姓辛普森。这场婚姻也以离异告终，乔安妮便独自抚养莫娜。多年后，乔布斯找到了亲生母亲和亲妹妹，他们之间关系良好。莫娜也找到了父亲钱德里，但没有告诉他乔布斯在世的事。乔布斯曾到钱德里管理的餐厅吃饭并与其握手，但当时二人不知道双方的关系。即使多年后媒体揭露了双方的关系，乔布斯也没与亲生父亲相认。:第二十章:凡人
1972年，喬布斯认识了首任女友克里斯安·布伦南（Chris-Ann Brennan）。兩人1977年分手後，1978年5月17日，克里斯安·布伦南生下了喬布斯的女兒丽萨·布伦南-乔布斯（Lisa Brennan-Jobs，1978年5月17日－），決定以單親母親的身分撫養。2000年，丽莎毕业于哈佛大学，是一名杂志专栏作家。喬布斯一开始不承认丽莎是自己的亲生女儿，但后来承认了自己与丽莎的父女关系，并将其带回家同住，二人关系经常紧张。
在经历多段恋爱后，1990年，乔布斯在斯坦福大学一次演讲，特别关注了坐在前排的斯坦福大学的工商管理硕士劳伦·鲍威尔（Laurene Powell，1963年11月16日－），乔布斯回忆说：“我在停车场，车钥匙已经插上。我问自己，‘如果这是我人生在世最后一天，我是愿意开一场商业会议，还是和这个女人一起度过？’我跑过停车场，问她是否愿意与我共进晚餐。她说好。我们一起走进市裡，自此一生携手。”1991年3月18日两人在美国约塞米蒂国家公园举行婚礼，婚礼由乙川弘文主持。夫婦育有1子2女：長子Reed Paul Jobs（1991年9月22日－）；大女兒Erin Jobs（1995年8月19日－）；小女兒Eve Jobs（1998年5月2日－）。

### 家族关系

#### 先代及同辈
- 生父：阿卜杜拉法塔赫·约翰·詹达利
- 生母：乔安妮·席贝尔·詹达利·辛普森
- 亲妹妹：莫娜·辛普森
- 养父：保罗·莱因霍尔德·乔布斯
- 养母：克拉拉·哈戈皮安·乔布斯
- 妹妹：帕特里夏·乔布斯（乔布斯后其养父母领养的第二个孩子）

#### 自家
- 妻子：劳伦·鲍威尔
- 女儿：丽萨·布伦南-乔布斯（乔布斯与高中时期的女友克里斯安·布伦南的非婚生女）[56]
- 女儿：埃琳·乔布斯
- 女儿：伊芙·乔布斯
- 儿子：里德·乔布斯

## 相關作品

### 传记
《史蒂夫·乔布斯传》（英語：Steve Jobs）是史蒂夫·乔布斯授权CNN和《時代雜誌》前高管沃尔特·艾萨克森撰写的传记。在两年多的时间里，艾萨克森对乔布斯本人进行了40多次采访，再加上对乔布斯的100多位家人、朋友、对手、竞争对手和同事的采访，艾萨克森全面了解乔布斯的一生。据说乔布斯鼓励被采访的人真实地讲述故事。乔布斯对这本书除了封面以外，对书的内容没有任何控制权，并放弃了在出版前阅读这本书的权利。
2011年10月24日，乔布斯去世19天后，美国西蒙與舒斯特出版公司出版了这本书。简体中文版由中信出版社出版，繁体中文版由天下文化出版。2013年9月11日，繁体中文版推出增訂版；2014年3月1日，简体中文版推出修订版。

### 電影
- ，1999年上映；其中由诺亚·怀勒飾演喬布斯。
- 《乔布斯》（Jobs）：於2013年8月上映，由約書亞邁克·斯特恩导演，艾希頓·庫奇（Ashton Kutcher）主演[71][72]。
- ：于2015年上映，改编自《史蒂夫·乔布斯传》，由丹尼·鲍伊导演，艾倫·索金编剧，迈克尔·法斯宾德主演。